# Talón (náutica)

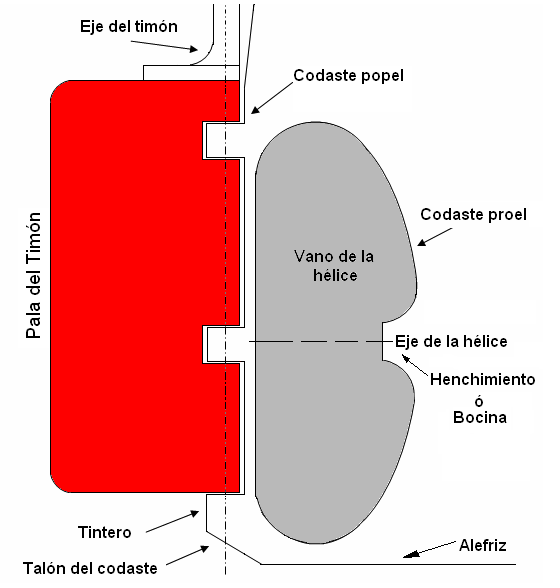
Talón en la parte inferior del timón

En un barco, generalmente se entiende por talón la extremidad de la quilla en su extremo de popa y el chaflán o corte oblicuo que en él se ajusta y se hace al intento en el ángulo o esquina inferior del timón a fin de que no se pueda introducir entre éste y el codaste cosa que impida su juego.
El primero se llama también patilla, y algunos añaden que el verdadero significado de talón (que asimismo se llama tacón) es el pie del tajamar cuando al tener el buque mucho lanzamiento se le da mayor ancho en aquella parte a fin de disminuir la deriva. 